# Feridun Zaimoğlu
 (juillet 2018).
Si vous disposez d'ouvrages ou d'articles de référence ou si vous connaissez des sites web de qualité traitant du thème abordé ici, merci de compléter l'article en donnant les références utiles à sa vérifiabilité et en les liant à la section « Notes et références ».
Feridun Zaimoğlu (prononciation : /zaiˈmoːlu/), né le 4 décembre 1964 à Bolu, en Turquie), est un écrivain et artiste visuel allemand d’origine turque.

## Biographie
Feridun Zaimoğlu est né le 4 décembre 1964 à Bolu, en Turquie, de parents turcs. La famille arrive en Allemagne en 1965. Zaimoğlu habite durant les 20 premières années de sa vie à Munich, Berlin et Bonn. Il déménage en 1985 à Kiel pour étudier l'art et la médecine.
Il travaille aujourd'hui comme écrivain, scénariste et journaliste.

## Œuvre
- Racaille : la véritable histoire d'Ertan Ongun, trad. Florence Tenenbaum-Eouzan et Samir Bougader, Stock, 2004.